# Tom Wallisch
Tom Wallisch (* 22. Juli 1987 in Pittsburgh, Pennsylvania) ist ein ehemaliger professioneller Freeskier. Er startete in den Disziplinen Slopestyle und Big Air.

## Leben
Tom Wallisch hat 2006 die Quaker Valley High School in Leetsdale, Pennsylvania besucht. Nach seinem Aufenthalt in dieser Schule ist er nach Salt Lake City, der Hauptstadt von Utah gezogen und hat dort auf der University von Utah studiert. Er bereist  die Welt, aber sein fester Wohnsitz ist in Salt Lake City.

## Werdegang
Seine Karriere begann 2007 mit dem Level 1 Superunknown Videowettbewerb. Seit 2009 nimmt er an Wettbewerben der AFP World Tour teil. Dabei holte er im Slopestyle bei der Winter Dew Tour in Northstar California und beim Dumont Cup in Newry seine ersten Siege. Bei den European Freeski Open 2009 in Laax wurde er Zweiter im Slopestyle. Zu Beginn der Saison 2009/10 belegte er den zweiten Rang bei den Freeski Open in Cardrona und den ersten Platz bei den New Zealand Wintergames in Cardrona. Im weiteren Saisonverlauf siegte er im Slopestyle bei der Winter Dew Tour in Snowbasin und belegte in Breckenridge den zweiten Rang. Beim Big Air Wettbewerb in Barcelona und im Slopestyle beim Dumont Cup in Newry kam er auf den dritten Platz. Im März 2010 gewann er bei den Winter-X-Games-Europe 2010 in Tignes die Goldmedaille im Slopestyle. In der Saison 2011/12 siegte er im Slopestyle bei der Winter Dew Tour in Breckenridge und in Killington. In Snowbasin errang er den zweiten Platz im Slopestyle. Im Januar 2012 erreichte er bei den Winter-X-Games 2012 in Aspen 96 Punkte im Slopestyle und gewann damit die Goldmedaille. Sein erstes Weltcuprennen absolvierte er im März 2012 in Mammoth, welches er gewann. Im selben Monat holte er bei den Winter-X-Games-Europe 2012 in Tignes die Silbermedaille im Slopestyle. Bei den Freestyle-Skiing-Weltmeisterschaften 2013 in Voss gewann er Gold im Slopestyle. In der Saison 2013/14 und 2014/15 nahm er an drei Weltcuprennen teil. Dabei kam er auf den achten, den sechsten und den fünften Rang im Slopestyle.